# Домбровиця (Білгорайський повіт)
Домбровиця (пол. Dąbrowica) — село в Польщі, у гміні Білгорай Білґорайського повіту Люблінського воєводства. Населення — 988 осіб (2011).

## Історія
За даними етнографічної експедиції 1869—1870 років під керівництвом Павла Чубинського, у селі переважно проживали римо-католики, меншою мірою — греко-католики, які розмовляли українською мовою.

## Демографія
Демографічна структура станом на 31 березня 2011 року:
|          | Загалом | Допрацездатний вік | Працездатний вік | Постпрацездатний вік |
| -------- | ------- | ------------------ | ---------------- | -------------------- |
| Чоловіки | 496     | 101                | 350              | 45                   |
| Жінки    | 492     | 85                 | 274              | 133                  |
| Разом    | 988     | 186                | 624              | 178                  |